# 劇場版 仮面ライダー電王&キバ クライマックス刑事
- 仮面ライダーシリーズ
  - 仮面ライダー電王 > 劇場版 仮面ライダー電王&キバ クライマックス刑事
  - 仮面ライダーキバ > 劇場版 仮面ライダー電王&キバ クライマックス刑事

『劇場版 仮面ライダー電王&キバ クライマックス刑事』（げきじょうばん かめんライダーでんおうアンドキバ クライマックスデカ）は、2008年4月12日より東映系で公開された、特撮テレビドラマシリーズ「平成仮面ライダーシリーズ」の『仮面ライダー電王』の劇場版作品。
『モモタロスのキバっていくぜ!』と同時上映。
キャッチコピーは「キバって行こうぜ!! 今度は刑事（デカ）で俺、参上。」。

## 概要
『仮面ライダーアギト』以降夏か秋に公開されていた同シリーズの劇場版であるが、本作品は春の仮面ライダー祭と銘打たれているように春に公開された作品である。元々は劇場公開作品ではなくオリジナルビデオ（東映Vシネマ）として2007年10月ごろより企画されていたものであり、役者のブログなどでもVシネマ作品として発表されていたが、諸事情により急遽劇場用作品に変更され、テレビ本編最終回終了直後に劇場での公開が発表された。
平成ライダーシリーズでは初となるテレビでの本放送終了後に製作された作品であり、タイトルにもあるように、本作品には電王だけではなく、ゲストに近い扱いではあるものの『仮面ライダーキバ』のキャラクターも登場しているクロスオーバー作品であることが特徴となっている。宣伝においても平成ライダー初となる他作品のライダーとの共演が強調された。
CMでは「事件の謎を追って、22年前にデンライナーが飛ぶ」と説明があったが、実際には現代のみで物語が進み、過去へは終盤諸事情により行くのみである。テレビ本編最終回後のストーリーという設定であるが、イマジンなどの設定解釈などの描写に多少の矛盾点も存在し、各媒体では監督の金田治は「テレビとは多少違うところがある」と発言していたが、本作品が映画のため、それでいいという形で撮影したという。本作品ではクライマックスフォームが劇場版初登場となる。
公開に先駆け、公開1週間前である2008年4月6日には渋谷C.C.Lemonホールにおいて「電キバ祭り〜最初から最後までキバっていくぜ〜!!」と銘打たれた公開記念イベントが開催されている。このイベントでは出演者によるトークショーや短編作品『モモタロスのキバっていくぜ!』などの上映の他、前年に東映太秦映画村オリジナルで上演されたショーのリニューアル版である『きだ版ライダー絵巻 激突! 電キバVS信長』（脚本・演出：きだつよし）も上演された。
本作品はテレビ本編終了後に企画されたものの、当初は具体的な構想が浮かばず、小林の酒の席での「刑事ものとか学園ものとか、ドリフみたいなことをしたら」という発言を、白倉伸一郎が採用するなど、安直に方針が固まったものであり、上映館も公開第1週で140館と今までのライダー映画と比較して少なかったが同じ週に公開された映画の中ではランキング1位と好成績を残し、結果として『さらば電王』『超・電王』シリーズと続いていくきっかけとなった。
鈴木一馬役に『仮面ライダー剣』の相川始 / 仮面ライダーカリス役の森本亮治がゲスト出演しており、その息子・鈴木一哉役の村井良大は1年後の『仮面ライダーディケイド』の小野寺ユウスケ / 仮面ライダークウガ役でレギュラーを務めることになる。
金田治によると「撮影された映像はデンライナー署を警視総監が許可して、刑事を送ったというシーンを除いてすべて使用した」とのこと。そのため、これまでの平成ライダーの映画では必ず作られていたディレクターズカット版が本作品では作られなかった。
2010年11月20日放送の『名探偵コナン』第596話「転落のアリバイ」内で本作品のポスターを加工したものが登場した。

## あらすじ
銀行強盗犯を追う警官たちの前に現れた良太郎とモモタロスたち。彼らは「デンライナー署の刑事」と名乗り、強盗犯を追跡する。追い詰められた強盗犯はイマジンとファンガイアの正体を現すが、モモタロスたちの奮闘によって撃退される。実はデンライナー署は、オーナーから強奪された予備のライダーパスを取り戻すべく立ち上げられたものであり、先の銀行強盗にもパスを強奪した真犯人が一枚噛んでいたのだ。
デンライナー署の捜査に協力すべく、警視庁から派遣された新人刑事の鈴木一哉と共に捜査を開始する良太郎たちは、捜査の中で出会った紅渡と野村静香から「悪の組織」についての噂を耳にし、遂にパスを奪った犯人であるはぐれイマジン・ネガタロスの存在を突き止める。ネガタロスはイマジンやファンガイア、そして人間の犯罪者と手を組み、誰にも負けない究極の悪の組織ネガタロス軍団（仮）を作り上げようと画策していた。
潜入捜査を行っていた侑斗とデネブからネガタロス軍団（仮）の目的を知らされた良太郎たちは、国会議事堂襲撃を阻止すべく彼らの前に敢然と立ち塞がる。電王、ゼロノスの2大ライダーと、奪ったパスを使いネガ電王へと変身を遂げたネガタロスとの激戦の最中、ファンガイアの気配を察して渡が変身する仮面ライダーキバも駆け付ける。世界の平和を守るため、電王とゼロノス、そしてキバの3大ライダーが強敵ネガタロスに挑む。

## 登場キャラクター
本作品では、良太郎、タロスたち、コハナ、ナオミ、オーナーはデンライナー署の刑事ということになっている。イマジン絡みの事件を捜査するのが主な任務で、メンバー自身が警察手帳にして捜査令状という、かなり超法規的な権限をもつ。また、愛理などの一般人にもイマジンを含め、その存在は認知されているような描写があるほか、キバの存在がデンライナー署とネガタロス軍団（仮）の間で周知の事実となっている模様。
『キバ』側のキャラクターは、ゲスト扱いで出番が少なくテレビシリーズ第2・3話と同時撮影であったため、キバフォーム以外のフォームは登場しない。
鈴木 一哉（）
本作品の重要人物。警視庁からデンライナー署に派遣された新米刑事。22歳。正義感は強いが気弱で、手柄が満足に立てられずにいる。
父も刑事だったが一哉が生まれる直前に殉職しており、父のような立派な警察官になろうと奮闘している。父の形見である腕時計を肌身離さず持ち歩いている。

鈴木 一馬（）
一哉の父。正義感の強い警視庁の刑事。22年前に殉職しているが、その存在は息子である一哉が刑事を志す切っ掛けとなった。

### ネガタロス軍団（仮）
本作品における敵。読み方は「ネガタロスぐんだん かっこ かり かっことじ」と読む。

ネガタロス / 仮面ライダーネガ電王
容姿はモモタロスと酷似しているが、角が巨大になり、全体的に鋭角的になっており、体色はその名の通りに「反転」している既に肉体が実体化したはぐれイマジン。イマジンや人間の全国指名手配犯、さらにはファンガイアを配下に従え、正真正銘・勝利する究極の悪の組織ネガタロス軍団（仮）を設立して、世界征服を目論む。時折、右の角を撫でるクセがある。トレーニング中のオーナーから奪った予備のライダーパスでネガ電王に変身する他、ネガデンライナーの操縦もこなす。決戦の際、ネガ電王に変身して電王4フォームと互角以上の戦いを繰り広げたが、キバが加勢したことで形勢が逆転、電王 クライマックスフォームとキバのライダーキックで変身解除。ネガデンライナーに乗り込み、デンライナー、ゼロライナーを圧倒するも、キャッスルドランが加勢し、デンライナーとゼロライナー、キャッスルドランが放った攻撃を受け、「悪の組織は、永遠…」と最後まで悪の組織にこだわりながらネガデンライナーもろとも爆発して果てた。
モモタロスたちとの関連性や、契約者については劇中では語られず、モチーフとなった童話も不明。イマジンとしての武器はないが、『S.I.C.』のフィギュアにモモタロスのモモタロスォードのMを模した部分がNになっているネガタロスォード、『仮面ライダーバトル ガンバライド』では、『S.I.C.』でのネガタロスォードではなくモモタロスォード、ウラタロッド、キンタロスアックス、リュウボルバーのカラーリングをネガタロスの赤と黒に変更した武器が登場している。
- マスクはアップ・アクション兼用の1体が制作され、装着方法などは顔面のみFRPで成形されている。ボディーのNの意匠はニセとネガのダブルミーニングとなっている。

小説『S.I.C. HERO SAGA MASKED RIDER DEN-O EDITION -1971年4月3日-』
モチーフとなった童話についてショッカー首領のイメージで岩石大首領と化したネガタロスの体内に入った電王と旧1号を目撃したナオミのセリフから、『一寸法師』の鬼がモチーフなのかもしれないという予想が出ていた。

黒木 誠也（）
全国指名手配中の凶悪犯。ネガタロスにスカウトされ、指名手配される前の過去へ逃げて、追われる身から自由になるためにネガタロス軍団（仮）に加わる。
しかし本心からネガタロスに従っているわけではなく、ネガタロスとは対等の位置関係にある模様。終盤で鈴木一哉とのもみ合いの末、逮捕された。

セーラ
金髪の美女。黒木の部下であり、彼と共にネガタロス軍団（仮）に加わる。片言で会話する。クラウンイマジンの契約者でもあり、彼と連携攻撃を仕掛ける。
格闘技は非常に高く、侑斗を圧倒した。また、コハナとの戦闘時には日本刀も使用した。

クラウンイマジン
セーラの思い描く『プルチネッラのお話』のピエロのイメージから現出したイマジン。言葉は一切喋らず、常時不気味な笑い声を発している。黒木の部下であるセーラと契約し（契約内容は不明）、トリッキーな動きと大鎌を武器にしゼロノスを翻弄するが、ゼロノスがベガフォームになると形勢が逆転、スプレンデッドエンドで倒された。
右肩に付けた風船には麻痺性の毒ガスが詰められているが、戦闘が始まって間も無くゼロノスに奪われたため未使用。

ピンクラビットイマジン
強盗犯の思い描く『ウサギとカメ』のウサギのイメージから現出したイマジン。外見はテレビシリーズに登場したパンダラビットイマジンの色違い。クラウンと同様言葉は発しない。特別な武器は持たず、素手で戦う。2人組の強盗犯の片割れと契約し銀行強盗をホースファンガイアと行い逃走するが、良太郎たちに阻まれる。その後ウラタロス、キンタロス、リュウタロスと戦ったが、リュウタロスのリュウボルバーの一撃で倒された。
『テレまんがヒーローズ』掲載の漫画版には登場しておらず、代わりにオクトパスファンガイアが加わっている。

ホースファンガイア
ネガタロスと手を組んだファンガイアの一人。馬に似た姿を持つビーストクラスのファンガイアで、剣を武器にしている。真名は「双子のペテン師が夢見る、誠実と憂鬱」。人間態は2人組の強盗犯の片割れで白い仮面を付けている。銀行強盗をピンクラビットイマジンと行い、高い技術で車を運転してパトカーを退けるが、良太郎たちに阻まれる。その後電王 ソードフォームと戦ったが、エクストリームスラッシュ（俺の必殺技パート2）で倒された。
『仮面ライダーキバ』のテレビシリーズ本編1話に登場した別個体とは外見上の差異はないが、剣の色のみ青色からオレンジ色に変わっている。

ファンガイア軍団
ネガタロスと手を組んだファンガイアの集団。黒服姿で常時ネガタロスに仕えている。顔にステンドグラス状の文様が浮かび上がるのみで怪人体に変化こそしなかったものの、ウラタロスたちを苦戦させるほどの戦闘能力を持つ。
最期はゼロノス ベガフォームのグランドストライクで全員倒された。

## 仮面ライダー

### 仮面ライダーネガ電王
ネガタロスが、オーナーから奪取した予備のライダーパスを使い自身のオーラをフリーエネルギーに変換して変身した悪の電王。パスやベルトなど、電王と同じ変身ツールを使うため、似ている面も多いが、姿やスペックなどは異なるものになっている。
姿形はソードフォームと瓜二つだが、カラーリングは紫が主体となっている。さらに電仮面やオーラアーマーの各所に水色（背面のみ銀色）のトライバル柄パターンが走っている。本人曰く「強さは別格」で、その言葉通り電王の基本4フォームを相手にして互角以上に渡り合うほどの戦闘能力の持ち主。
変身の過程は、プラットフォームに相当する形態を経る形で変身する。
- 映像内のスーツは電王 ソードフォームのものにトライバル柄のカッティングシートを貼り付け、CGで色を赤から紫に変えたものである[10]。模様は当初、上半身にのみ入れられていたが、監督の金田からの要望で全身に入れることとなり、腕や足にはネガタロスが変身することが決まっていたため、Nの意匠が描き足された[11]。インナースーツは高岩成二に合わせて縫製されたものであったため、ネガ電王のスーツアクターを務めた岡元次郎は苦労したという[10]。

ツール
ライダーパス
ネガタロスがトレーニング中のオーナーから奪った予備のパス。ネガ電王への変身やネガデンライナーの呼び出しなどに用いる。予備であるため外見や機能は電王のものと同一。
デンオウベルト
ネガタロスが盗んだライダーパスを使って出現させたベルト。主な特徴は電王のものと同様だが、変身待機音はソードフォームのトーンを低くしたものになっており、ネガフォームなどの電子音声もトーンを低く加工した独特のものとなっている。
ネガデンガッシャー
ネガ電王が携行している武器。各フォームに変身せず、電王の使用する4形態を使い分け、フルチャージによって電王同様の4つの必殺技を放つ。しかし劇中ではアックスモードのみ使用せず、必殺技はガンモードの技のみ発動した。
見た目は電王のものと全く同じだが、ソードモードのみ刀身にネガ電王同様トライバルパターンが奢られている。
- プロップはカッティングシートを電王のものに貼り付けている。

必殺技
ネガワイルドショット
フリーエネルギーをチャージし、ネガデンガッシャー・ガンモードから赤紫色のエネルギー光弾を発射する。
設定上電王と同様の技を持つが、ソードモードでのネガストリームスラッシュ、ロッドモードでのネガソリッドアタック、アックスモードでのネガダイナミックチョップは未使用。

専用ビークル
ネガデンバード
ネガデンライナーの運転席を兼ねるバイク型のコントローラー。外見的な特徴は電王のマシンデンバードと同じ。
- ベース車種：ホンダ・XR250
- ゼロノスやガオウと異なり、マシンデンバードには新規のパーツが取り付けられていない。

## 登場マシン
ネガデンライナー
ネガタロスが操縦する時の列車。どういう理由でネガタロスが時の列車を持っているのかは不明。デンライナーと同等の性能を秘め、形状はデンライナーゴウカの1 - 4号車と同じで、操縦も同様にネガデンバードと呼ばれるバイク型のコントローラーを使用するが、先頭車のカラーリングやキャノピーに配されたトライバルパターンはネガ電王を踏襲している。
また1号車の砲門はチャージすることでさらに強力なエネルギーを放てる他、2号車以降にはギガンデスが搭載されており、バトルモード時には2号車から2体のハデス、3号車からヘル、そして4号車からヘブンを出現させて攻撃を行う。

## キャスト
- 野上良太郎 - 佐藤健
- 桜井侑斗 - 中村優一
- 紅渡 - 瀬戸康史
- ナオミ - 秋山莉奈
- 野上愛理 - 松本若菜
- コハナ - 松元環季
- 尾崎正義 - 永田彬
- 三浦イッセー - 上野亮
- 紅音也 - 武田航平
- 野村静香 - 小池里奈
- 鈴木一哉 - 村井良大
- 黒木 - 武智健二
- セーラ[注釈 10] - セーラ・ブランチ[注釈 11]
- 警官たち - 本田誠人、ムロツヨシ[16]
- ヤクザの親分[注釈 10] - 関根大学[注釈 11]
- 強面の男[注釈 10] - 藤榮史哉[注釈 11]
- 鈴木一馬 - 森本亮治
- オーナー - 石丸謙二郎
- 吉崎孝行
- 宮川康裕
- 刑事[注釈 10] - 末野卓磨[注釈 11]
- 音也の彼女[注釈 10] - 竹内佳奈子[注釈 11]
- リュウタロスダンサーズ - 佐々木友司郎、佐々木亮、正木和宣、渡邊浄二、谷口隆之、加藤竜一、北村智晃
- ヤクザ - おぐらとしひろ[15][注釈 12]
- 黒木の部下 - 阿部朋矢[15][注釈 12]
- 新井剣史[15][注釈 12]

### 声の出演
- モモタロス - 関俊彦
- ウラタロス - 遊佐浩二
- キンタロス - てらそままさき
- リュウタロス - 鈴村健一
- デネブ - 大塚芳忠
- キバット - 杉田智和
- ネガタロス - 緑川光
- クラウンイマジン - 鈴木千尋

### スーツアクター
- 電王[出典 1]、キバ[17][19]、モモタロス[出典 1] - 高岩成二
- ゼロノス[17][19] - 伊藤慎
- ネガタロス[出典 2]、キンタロス[出典 2]、ネガ電王[出典 3] - 岡元次郎
- ウラタロス[出典 4]、仮面ライダー電王 クライマックスフォーム[17]、仮面ライダーキバ（代役）[22][注釈 13] - 永徳
- リュウタロス[出典 5] - おぐらとしひろ
- デネブ[出典 6] - 押川善文
- クラウンイマジン[25] - 伊藤教人
- 藤榮史哉
- 金田進一
- 渡邊淳
- 高田将司
- 阿部朋矢
- 塚田知紀
- 渡邊昌宏
- 村上良一
- 佐藤賢一
- 村岡友憲
- 蔦宗正人
- 森村修一
- 中野高志
- 藤田慧
- 横田遼
- 村井亮
- 染谷晃司
- 橋口未和
- 小野友紀
- 小島美穂
- 中村博亮
- 佐藤太輔[15][注釈 12]

## スタッフ
- 原作 - 石ノ森章太郎（石森章太郎プロ）
- 脚本 - 小林靖子
- 製作 - 石井徹（東映ビデオ）、亀山慶二（テレビ朝日）、永井秀之（ADK）
- 企画 - 日達長夫（東映ビデオ）、梅澤道彦（テレビ朝日）、奥村康治（ADK）
- エグゼクティブプロデューサー - 鈴木武幸（東映）、杉山登（テレビ朝日）、松下洋子（ADK）
- スーパーバイザー - 小野寺章（石森プロ）
- プロデュース - 加藤和夫（東映ビデオ）、梶淳（テレビ朝日）、白倉伸一郎・武部直美・宇都宮孝明・大森敬仁（東映）
- 監督 - 金田治（ジャパンアクションエンタープライズ）
- ダンス指導 - 足立夏海
- バイオリン吹替え - 村井俊朗
- バイオリン指導 - 宮津まり子
- 撮影 - 倉田幸治
- 照明 - 鈴木岐彦
- 美術 - 大嶋修一
- 録音 - 村田毅志
- 編集 - 長田直樹
- 整音 - 曽我薫
- 助監督 - 山口恭平
- スクリプター - 國米美子
- 進行主任 - 本間隆廣、武中康裕
- 制作担当 - 富田幸弘
- 助監督 - 塩川純平、柚木裕彦
- プロデュース補 - 郷田龍一
- デザインワーク - 早瀬マサト（石森プロ）、菊地和浩・阿部統・田野部尚伯・高木義弘（PLEX）
- イマジン - 韮沢靖
- ファンガイア - 篠原保
- 絵コンテ - なかの★陽
- VFXスーパーバイザー - 沖満
- 音楽 - 佐橋俊彦、斉藤恒芳
- 特撮監督 - 佛田洋
- アクション監督 - 宮崎剛・竹田道弘（ジャパンアクションエンタープライズ）
- 製作プロダクション - 東映テレビプロダクション
- 撮影・仕上げスタジオ - 東映東京撮影所
- 配給 - 東映
- 製作 - 東映ビデオ、テレビ朝日、アサツー ディ・ケイ

## 音楽
オープニングテーマ「Climax Jump DEN-LINER form」
作詞 - 藤林聖子 / 作曲 - 鳴瀬シュウヘイ / 編曲 - LOVE+HATE / 歌 - モモタロス（関俊彦）・ウラタロス（遊佐浩二）・キンタロス（てらそままさき）・リュウタロス（鈴村健一）
映像は、テレビシリーズ後期のオープニングをベースに『キバ』のオープニング映像と本編のダイジェストを追加したものとなっている。

主題歌「Double-Action CLIMAX form」
作詞 - 藤林聖子 / 作曲 - LOVE+HATE / 編曲 - 鳴瀬シュウヘイ / 歌 - モモタロス（関俊彦）・ウラタロス（遊佐浩二）・キンタロス（てらそままさき）・リュウタロス（鈴村健一）・デネブ（大塚芳忠）

挿入歌
「Climax Jump HIPHOP ver.」
作詞 - 藤林聖子 / 作曲・編曲 - 鳴瀬シュウヘイ / 歌 - AAA DEN-O form
「Double-Action」
作詞 - 藤林聖子 / 作曲・編曲 - LOVE+HATE / 歌 - 野上良太郎&モモタロス（C.V.佐藤健・関俊彦）
「Double-Action Rod form」
作詞 - 藤林聖子 / 作曲 - LOVE+HATE / 編曲 - 酒井陽一 / 歌 - 野上良太郎&ウラタロス（C.V.佐藤健・遊佐浩二）
「Double-Action Ax form」
作詞 - 藤林聖子 / 作曲 - LOVE+HATE・鳴瀬シュウヘイ / 編曲 - 鳴瀬シュウヘイ / 歌 - 野上良太郎&キンタロス（C.V.佐藤健・てらそままさき）
「Double-Action Gun form」
作詞 - 藤林聖子 / 作曲 - LOVE+HATE・鳴瀬シュウヘイ / 編曲 - 鳴瀬シュウヘイ / 歌 - 野上良太郎&リュウタロス（C.V.佐藤健・鈴村健一）
「Action-ZERO」
作詞 - 藤林聖子 / 作曲・編曲 - LOVE+HATE / 歌 - 桜井侑斗&デネブ（C.V.中村優一・大塚芳忠）
「Real-Action」
作詞 - 藤林聖子 / 作曲 - Ryo / 歌 - 野上良太郎（佐藤健）

## モモタロスのキバっていくぜ!
本作品と同時上映された、2分18秒の短編映画。『モモタロスのなつやすみ』と同様、実写のイマジンの顔とアニメーションの胴体を合成した2頭身のキャラクターによって描かれる、ドタバタのショートギャグ作品。DVDには通常版・コレクターズパックともに、本編と同時に収録されている（BD版も同様）。

### キャスト（短編）

#### スーツアクター（短編）
- モモタロス - 高岩成二
- ウラタロス - 永徳
- キンタロス - 岡元次郎
- リュウタロス - おぐらとしひろ

#### 声の出演（短編）
- モモタロス - 関俊彦
- ウラタロス - 遊佐浩二
- キンタロス - てらそままさき
- リュウタロス - 鈴村健一
- キバット - 杉田智和

### スタッフ（短編）
- さつえい - 倉田幸治
- きゃくほん - 白倉伸一郎
- え コンテ - なかの★陽
- へんしゅう - 長田直樹
- エンドタイトル - 谷本萌生
- かんとく - 柴﨑貴行

## 漫画
講談社の漫画雑誌『テレまんがヒーローズ』2008年春号に掲載され、単行本『スーパーヒーローズ』第1巻に収録された。作画は藤異秀明が担当。

## 続編
小説『S.I.C. HERO SAGA MASKED RIDER DEN-O EDITION -1971年4月3日-』
著：早瀬マサト。本作品の後日譚という設定で、生きていたネガタロスが再び電王たちとの戦いを繰り広げるという内容で、本作品では出なかった電王のウイングフォームとライナーフォーム、ゼロノスのゼロフォームが登場する。
また、キバとファンガイアに代わって、1号からストロンガーまでの昭和の7人の仮面ライダーたちや、ショッカーといった昭和仮面ライダーの敵怪人たちも登場している。

## 映像ソフト化
前述のように、Vシネマとして製作された物が急遽全国劇場公開作品になったため、撮影した映像はほとんど使い切っている。
そのため、平成仮面ライダーシリーズの映画作品の多くでリリースされているディレクターズカット版は発売されていない。
- 劇場版 仮面ライダー電王&キバ クライマックス刑事 通常版（DVD1枚組、2008年7月21日発売）
  - 映像特典
    - メイキング
    - 完成披露試写会舞台挨拶
    - 公開初日舞台挨拶
    - 劇場予告
    - TVスポット

  - 初回限定特典
    - バンダイ製 仮面ライダー電王オリジナルライディングカードコレクション（2枚）
- 劇場版 仮面ライダー電王&キバ クライマックス刑事 コレクターズパック+電キバ祭り（DVD2枚組、2008年7月21日発売）
  - ディスク1：本編DVD（通常版と共通）
  - ディスク2：特典DVD
    - 「電キバ祭り〜最初から最後までキバっていくぜ〜!!〜」（2008.4．6 C.C.Lemonホールでのイベント）

  - 初回限定特典
    - バンダイ製 仮面ライダー電王オリジナルライディングカードコレクション（2枚）
- 劇場版 仮面ライダー電王&キバ クライマックス刑事 Blu-ray（1枚組、2009年4月21日発売）
  - 映像特典
    - 劇場予告

## ネット配信
- 東映特撮YouTube Official

2019年11月17日 - 12月16日